# Hydrornis irena
La pitta barrata malese (Hydrornis irena (Temminck, 1836)) è un uccello passeriforme della famiglia dei Pittidi.

## Descrizione

### Dimensioni
Misura una ventina di centimetri di lunghezza, coda compresa.

### Aspetto
Questi uccelli hanno un aspetto massiccio e paffuto, con ali e coda corte e testa e becco allungati.

Nel maschio la testa presenta "sopracciglio" giallo ocra che si estende fino alla nuca, che è di colore arancio: anche i lati del collo sono gialli, mentre la gola è bianca, fronte e vertice sono neri e nera è anche una banda che va dai lati del becco alla base della nuca, formando una mascherina. Ali e dorso sono bruno-cannella (le prime con remiganti primarie nere dalla punta bianca), mentre la zona fra petto e gola è di colore blu molto scuro: petto, fianchi e ventre sono di colore blu cobalto, il primo con le penne dalla metà prossimale di colore arancio, a formare delle bande orizzontali particolarmente vivide ai lati del petto e solo accennate sui fianchi. Codione e coda sono di colore azzurro. La femmina si presenta simile al maschio, ma le aree gialle sono meno vivide e petto e ventre sono barrati di bruno e giallastro similmente a quanto avviene nelle femmine dell'affine pitta barrata di Giava: in entrambi i sessi il becco è nerastro, gli occhi sono bruni e le zampe sono di colore carnicino.

## Biologia

### Comportamento
Si tratta di uccelli diurni e strettamente solitari all'infuori del periodo riproduttivo, molto territoriali nei confronti dei conspecifici: essi passano la maggior parte della giornata nel folto del sottobosco, muovendosi con circospezione alla ricerca di cibo.

### Alimentazione
La dieta di queste pitte è composta perlopiù da lombrichi e chiocciole: essa viene inoltre integrata quando possibile con insetti e altri invertebrati di piccole dimensioni.

### Riproduzione
La riproduzione di questi uccelli non è stata finora descritta in natura, ma si ritiene tuttavia che non si discosti significativamente dal pattern seguito dalle altre specie di pitte.

## Distribuzione e habitat
Questa specie è diffusa nella penisola malese (dalla Thailandia meridionale allo stretto di Malacca) e a Sumatra: l'habitat d'elezione di questi uccelli è rappresentato dalla foresta pluviale primaria o secondaria con folto sottobosco.

## Tassonomia
Tradizionalmente considerata una sottospecie di pitta barrata col nome di Hydrornis guajanus irena, in base alle significative differenze nella morfologia e nelle vocalizzazioni la pitta barrata malese è stata elevata al rango di specie a sé stante, accorpando a sé anche la sottospecie ripleyi.
Se ne riconoscono due sottospecie:
- Hydrornis irena irena, la sottospecie nominale, diffusa nella penisola malese centro-meridionale e a Sumatra;
- Hydrornis irena ripleyi (Deignan, 1946), diffusa nella porzione settentrionale dell'areale occupato dalla specie;